# Ivan Šantek
Ivan Šantek (Zagreb, 23. travnja 1932. – Zagreb, 14. travnja 2015.) bio je hrvatski nogometaš, osvajač srebrne medalje na Olimpijskim igrama u Melbourneu 1956. godine.